# لایمرسهایم
لایمرسهایم (به آلمانی: Leimersheim) یک شهر در آلمان است که در گرمرسهایم واقع شده‌است. لایمرسهایم ۲٬۶۱۷ نفر جمعیت دارد.